# Charles Bambridge
Charles Bambridge (Windsor, 30 luglio 1858 – 8 novembre 1935) è stato un calciatore inglese, di ruolo attaccante.

## Caratteristiche tecniche
Fu un'ala sinistra rapidissima e viene riconosciuto come una delle prime "stelle" del calcio inglese.

## Carriera
Figlio di William Bambridge, ex missionario divenuto fotografo della Regina Vittoria, e fratello di Arthur Bambridge ed Ernest Bambridge, anch'essi nazionali inglesi, Charles studiò alla St Mark's School a Windsor e poi al Malvern College, dove cominciò a giocare a calcio. Giocò per diverse società, fra cui in particolare lo Swift FC ed il Corinthian FC, fece anche parte delle selezioni della Surrey FA, della Berkshire FA e di Londra. Esordì in Nazionale il 5 aprile 1879 in una partita contro la Scozia, in quella che fu definita all'epoca "la più appassionante partita dell'Inghilterra": in svantaggio per 4-1, gli inglesi riuscono a rimontare grazie anche ad una doppietta di Bambridge e a vincere per 5-4. Fu quella la seconda vittoria contro gli scozzesi nella storia dell'Inghilterra, dopo un pareggio e tre sconfitte consecutive. Segnò poi ancora una doppietta nella rivincita giocata in Scozia l'anno seguente, finita ancora 5-4 ma questa volta a favore dei padroni di casa. Ottenne per la prima volta la fascia di capitano della Nazionale inglese nel 1882, nel primo match della storia disputato contro la Nazionale irlandese, che terminò con una schiacciante vittoria dei suoi per 13-0. Fu il miglior marcatore nella storia della giovane Nazionale inglese sin dal suo esordio e lo rimase per oltre un decennio, fino a quando venne superato da Tinsley Lindley nel 1890.
Dopo il ritiro fu membro del Comitato della Football Association dal 1883 al 1886 e fu consigliere del Corinthian FC dal 1886.